# Звенигородська міська територіальна громада
Звенигородська міська громада — територіальна громада в Україні, в Звенигородському районі Черкаської області. Адміністративний центр — місто Звенигородка. Утворена Розпорядженням Кабінету Міністрів України від 12 червня 2020 року. Площа громади — 486.2 км², населення — 27808 мешканців (2020).

## Населені пункти
У складі громади 1 місто (Звенигородка) і 15 сіл:
- Багачівка
- Вільховець
- Гнилець
- Гусакове
- Ґудзівка
- Княжа
- Козацьке
- Майданівка
- Михайлівка
- Моринці
- Мурзинці
- Неморож
- Павлівка
- Стебне
- Хлипнівка